# 2021年美國州長選舉
2021年美國州長選舉於2021年11月2日在新澤西和維吉尼亞兩個州舉行，9月14日在加利福尼亞舉行了州長罷免選舉，這些選舉是2021美國選舉的一部分。新澤西州和維吉尼亞州的上一次州長選舉是在2017年，而加利福尼亞州的上一次常規州長選舉是在2018年。進入選舉時，所有三個席位都由民主黨執政。